# Grab von Mani Sundu
Das Grab von Mani Sundu (englisch Grave of Mani Sundu) ist seit dem 19. Januar 2018 ein Nationaldenkmal in Koidu im Distrikt  Kono in Sierra Leone.
Chief Mani Sundu war ein Kono und trat als Geschäftsmann, Philanthrop und Farmer in Erscheinung. Sein Grab ist das erste Nationaldenkmal einer Person, die im 20. Jahrhundert geboren wurde.
Sundu wurde 1902 im Dorf Kamadu im Chiefdom Soa geboren. Er starb am 2. Juli 1984. Sein wirtschaftlicher Aufstieg von einem Küchenhelfer zum reichsten Mann des Distriktes sorgte für ein hohes Ansehen. Er war unter den Kono als herausragender Händler bekannt.